# Paul Rutherford (puzonista)
Paul William Rutherford (ur. 29 lutego 1940 w Greenwich, zm. 5 sierpnia 2007) – brytyjski puzonista-improwizator 
Karierę zaczynał jako saksofonista, ostatecznie wybierając jednak puzon. W 1970 r., powołał do życia wraz z gitarzystą Derekiem Baileyem i basistą Barrym Guyem, formację Iskra 1903. Po zastąpieniu w 1973 r., Bayleya przez skrzypka Philipp Wachsmanna, występował z zespołem dalej aż do zakończenia jego istnienia w 1995 r. Współpracował z Globe Unity Orchestra, London Jazz Composer's Orchestra, oraz Mike Westbrook Orchestra. 
Uznawany za jednego z najwybitniejszych na świecie puzonistów grających solowe koncerty. Autor między innymi solowego albumu "Gentle Harm Of The Bourgeoisie".